# الظلال الخضراء، الحوت الأبيض (رواية)
الظلال الخضراء، الحوت الأبيض هي رواية صدرت في عام 1992 من تأليف راي برادبري. تقدم الرواية سردًا خياليًا لرحلته إلى أيرلندا في الفترة الممتدة بين عامي 1953 و1954 لكتابة فيلم مقتبس من رواية موبي ديك مع المخرج جون هيوستن. ذكر برادبري أنه كتبها بعد قراءة رواية الممثلة كاثرين هيبورن عن تصوير فيلم الملكة الإفريقية مع هيوستن في إفريقيا. يُعد العنوان نفسه مسرحية في رواية الصياد الأبيض، القلب الأسود لبيتر فييريتل، والتي تتحدث عن هيوستن أيضًا.  
يرى برادبري رواية الظلال الخضراء ثمرة خمسة وثلاثين عامًا من كتابة القصص القصيرة والقصائد والمسرحيات التي استلهمها من إقامته في أيرلندا. كما هو الحال مع معظم مجموعاته السابقة من القصص القصيرة، بما في ذلك «الرجل المصوَّر» و«السجلات المريخية»، نُشر العديد من القصص القصيرة في الأصل في أماكن أخرى وأُجريت تعديلات طفيفة عليها لغرض النشر في الرواية.

## ملخص الحبكة
يُرسَل الراوي، وهو كاتب لم يُذكر اسمه، إلى دبلن، أيرلندا ليساهم في صنع فيلم بعنوان موبي ديك مع مخرج يحمل اسم «جون». وأثناء وجوده هناك، يسمع العديد من القصص الغريبة والسريالية حول مجموعة من الرفاق في حانة فين والتي تشكل الجزء الأكبر من الرواية، بالإضافة إلى مغامرات أخرى في أرض أيرلندا، بما في ذلك «زفاف صيد» ومنزل يمتلك عقلًا خاصًا به. يُخصَّص الفصل الأخير من الرواية للإتمام الناجح للنص السينمائي وارتقاء الراوي للشهرة نتيجة لذلك الإتمام.

## الدلالة الأدبية والنقد
تلقت رواية الظلال الخضراء، الحوت الأبيض استعراضات متضاربة الرأي في أول ظهور لها. منح بعض النقاد هذا العمل ثناءً كبيرًا: ذكرت مجلة بابليشرز ويكلي أنها «رواية سيرة ذاتية خالية من الهموم وخادعة»، ومختتمة بقولها «إن نثر برادبري حيوي ومتميز كالمشهد الذي تُعَد هذه الحكايات المبهجة فيه.» ووصفتها مجلة مراجعات كيركس بأنها «انتصار لبرادبري. إذ لم يكتب بشكل أفضل من ذلك قط».
وجد آخرون أن الرواية مقتصَرة بسبب ما تنطوي عليه من أسلوب منمق وشخصيات مبسطة جدًا والحبكات. ووجدتها صحيفة نيويورك تايمز «في مكان ما بين الامتثالية والهراء ... ورسم كاريكاتوري قد يكون مسيئًا إن لم يكن بهذا القدر من التودد». وذكرت صحيفة لوس أنجلوس تايمز أنها «قصة ساحرة ومرهفة» لذكريات برادبري، وما تعنيه بالنسبة له، «وإن بدت الكلمات في بعض الأحيان هادئة، وخافتة في تبجيلها للتاريخ، فإن مجموعة الشخصيات... تمنع القصة من الانزلاق الطائش نحو الأسى». وصف ديفيد سويكا من موقع الخيال العلمي الرواية بأنها «خيبة أمل» بسبب حبكاتها المبتذلة وافتقار مواضيع القصص للانسجام. انتقدت صحيفة شيكاغو تريبيون «الأذن الذواقة» لبرادبري في الحوار، وتذمرت من أن «جميع الشخصيات الأيرلندية في الرواية تتحدث مثل باري فيتزجيرالد وهو يقرأ للكاتب سيان أوكيسي في حافلة مليئة بالسياح من تلسا».